# L'ascensore (film)
L'ascensore (De Lift) è un film olandese del 1983 scritto, diretto e musicato da Dick Maas.

## Trama
In un palazzo nei pressi di Amsterdam, un ascensore inizia inspiegabilmente a funzionare da solo. Le vittime di questa anomalia sono, nel corso del film, un anziano cieco (che precipita in fondo alla tromba dell'ascensore), un guardiano notturno del palazzo stesso (che viene decapitato), e un addetto alle pulizie (il cui corpo penzolerà dal tetto della cabina).
All'inizio del film, due coppie rimangono intrappolate nell'ascensore, rimasto inspiegabilmente fermo, dopo un'interruzione della corrente elettrica provocata da un fulmine ed il successivo ripristino della stessa.
Un tecnico incaricato della manutenzione, Felix Adelaar, inizia ad esaminare i circuiti elettrici dell'impianto per cercare di trovare eventuali anomalie. 
Durante l'ispezione conosce una giornalista, Miki De Boer, inviata di una nota rivista locale, che Felix afferma "di trovare spesso nel cestino della spazzatura".
Continuando l'ispezione sembra non emergere alcun difetto all'impianto elettrico, ma Felix sembra prendersi molto a cuore la vicenda: al bowling, con la moglie Saskia e una coppia di amici, sembra annoiato e pensieroso, tanto che la moglie del suo amico ad un certo punto mette in guardia la moglie di Felix, ipotizzando che ci sia un'altra donna in mezzo.
Intanto Felix continua le sue indagini, esaminando anche i manuali con gli schemi elettrici. All'ennesima visita nel palazzo, nota un furgone parcheggiato davanti all'ingresso: è della ditta "Rising Sun", produttrice di microprocessori per automatismi, nonché fornitrice della ditta in cui egli lavora, la Deta Liften. Con l'aiuto di Miki, raccoglie nell'archivio del giornale molti articoli riguardanti quella ditta; un giorno si danno appuntamento in un bar per continuare la discussione ma ad un certo punto vengono visti dalla coppia di amici prima menzionata.
Felix decide allora di recarsi alla "Rising Sun" per cercare di avere informazioni sulla costruzione dei microprocessori e sulle possibili cause di eventuali loro malfunzionamenti; con lui viene anche Miki che, per non dare nell'occhio, indossa una tuta da lavoro, fingendosi una collega di Felix, con tanto di macchina fotografica.
Qui conoscono il direttore ma il colloquio dura ben poco, poiché l'uomo inizia ad innervosirsi, notando Miki che passeggia guardandosi attorno, come se volesse curiosare.
La presunta scappatella di Felix arriva ben presto alle orecchie di sua moglie, la quale si arrabbia proprio mentre sono a tavola per la cena, insieme ai due figli. 
Squilla il telefono, è Miki che vuole andare con Felix all'università per parlare con un docente, esperto di elettronica; qui fanno una scoperta interessante: i microprocessori sono sensibili a fattori esterni, come campi elettrici, campi magnetici,
radioattività, che ne pregiudicano quindi il corretto funzionamento. 
Felix rimane perplesso, anche quando il docente racconta di un computer, costruito anni prima, che improvvisamente aveva iniziato a autoprogrammarsi, diventando così incontrollabile.
La mattina seguente, Felix viene convocato dal suo titolare, il quale lo rimprovera per essere andato alla "Rising Sun" e aver sollevato dubbi sul funzionamento dei loro microprocessori e viene posto in aspettativa, come punizione.
Nel frattempo, il suo datore di lavoro e il direttore della "Rising Sun" si incontrano di notte e in un'automobile per una discussione: il primo appare nervoso, preoccupato da questa vicenda ed esprime il proprio disappunto per aver dato retta all'altro: da qui si capisce che i due avevano deciso di installare un particolare tipo di microprocessore che evidentemente è sfuggito al controllo, diventando instabile.
Rimasto solo, con la moglie e i figli che hanno lasciato la casa e deciso ad andare fino in fondo a questa vicenda, Felix si introduce nottetempo nel palazzo, dopo aver infranto il vetro di una porta, portando con sé la sua inseparabile cassetta degli attrezzi. Con l'ascensore, che stranamente funziona correttamente, sale fino all'ultimo piano e si reca nella sala macchine, si avvicina alla scatola metallica che dovrebbe contenere il microprocessore e che reca la scritta "Rising Sun": lo apre forzandolo e così scopre che dentro non c'è nulla.
Tornato al piano di sotto, entra quindi nella tromba dell'ascensore, aprendo la porta scorrevole del piano superiore a quello dove si era fermato e sale sul tetto della cabina; dopo avervi collegato e acceso la lampada portatile, inizia a salire lentamente tenendo premuto il tasto della pulsantiera di servizio e intanto illumina l'ambiente per controllare se ci sono anomalie. Si ferma 2 volte: prima trova un topo morto su una delle travi d'acciaio delle guide, poi più in alto nota tracce di una sostanza gelatinosa; illuminando la parete nota una griglia avvitata al muro, dalla quale sembrerebbe cadere questa sostanza. Vuole andare a vedere ma la pulsantiera non funziona più, allora si arrampica lungo i cavi di acciaio fino a raggiungere quella griglia. Improvvisamente sente dei passi provenire da una scala esterna, che poi si allontanano.
Ormai Felix è vicino alla soluzione del mistero, perché dopo aver tolto la griglia si trova di fronte ad una terribile verità: un grande microprocessore a base organica che produce una sostanza gelatinosa, la stessa che Felix aveva visto poco prima. Questo microprocessore emette un rumore tipo battito cardiaco e una luce verde lampeggiante, quasi come se fosse un organismo vivente. Felix allora colpisce più volte il computer con un cacciavite: come reazione a questo gesto violento, l'ascensore comincia a salire e scendere più volte, cercando di ferire Felix, che nel frattempo era rimasto appeso ad una trave d'acciaio, dopo essere stato colpito dal contrappeso. Finalmente la cabina si ferma al piano più alto, mentre Felix faticosamente raggiunge ed apre le porte scorrevoli per tentare di salvarsi uscendo dalla tromba dell'ascensore. La macchina, però, sta iniziando la sua vendetta perché i cavi che sorreggono la cabina iniziano a spezzarsi uno alla volta: Felix sembra ormai spacciato ma qualcuno lo afferra e lo tira fuori, proprio mentre la cabina inizia a precipitare in caduta libera. È Miki a salvarlo, dicendogli poi che "non poteva permettere che l'ascensore uccidesse anche lui".
Il film termina con un colpo di scena: arriva il direttore della "Rising Sun" che osserva desolato Felix ferito e Miki che lo sta aiutando. Si rende conto quindi di aver fallito il suo esperimento, estrae una pistola e spara 4 colpi al computer, come per "ucciderlo". Improvvisamente uno dei cavi rimasto legato all'argano si anima, esce dalla porta ed afferra l'uomo per la gola, trascinandolo poi nella tromba dell'ascensore e lasciandolo sospeso in aria come un impiccato. Il film finisce con Miki che aiuta un ferito e stanco Felix a lasciare l'edificio scendendo per le scale, nel mentre scorrono i titoli di coda, durante i quali si sente verso la fine in sottofondo il battito cardiaco del microprocessore, come a voler far capire che l'ascensore sia ancora "vivo".

## Produzione
Il film fu realizzato in 32 giorni di ripresa con un budget di 750.000 fiorini, in gran parte finanziato dal produttore Matthijs van Heijningen. Oltre che risparmiando il più possibile, il bilancio finanziario fu alleggerito anche attraverso pubblicità occulte con l'apparizione in video di alcuni marchi come Sony, Skandia e Drum. Durante le riprese, a causa di conflitti crescenti, Maas venne licenziato dal produttore Van Heijningen, salvo venire poi riassunto quando Heijningen si rese conto di non poter finire il film senza di lui.
Per le riprese del film fu necessaria la collaborazione di un'azienda del settore: la Schindler apprezzò lo humour del film ed offrì la propria collaborazione, mettendo a disposizione due meccanici per tutti i giorni di produzione.

## Location
Le riprese con gli ascensori furono realizzate nell'edificio "Kronenstede" ad Amstelveen, dove oggi ha una sua sede la società "Logica". Tutte le scene ambientate nella hall davanti agli ascensori furono girate al primo piano.

## Effetti speciali
Dick Maas, si rivolse a Leo Cahn, un addetto di una compagnia olandese per gli effetti speciali.
- Il regista Dick Maas, a proposito della scena in cui il poliziotto viene decapitato, disse che voleva usare il trucco che i primi registi dell'Ottocento usarono nei cortometraggi: bloccare la cinepresa e sostituire la testa vera con una finta. Per farla sembrare più realistica, venne dipinta. Era di cartone.
- Quando l'ascensore cerca di ferire Felix colpendolo andando in su e giù, in realtà non lo sfiora nemmeno. Questo è un omaggio a Psyco, quando nella scena della doccia il coltello anche se sembra colpire il corpo della protagonista, in realtà nemmeno lo sfiora.
- Per la scena in cui Felix scopre il "cuore" dell'ascensore, il liquido blu in realtà doveva essere rosso, ma poi i produttori dissero che era troppo "vivace". Il battito è stato realizzato con un suono di un battito cardiaco, inserito durante il montaggio sonoro.
- L'ultima scena è stata molto difficile. Ci volle quasi una settimana per organizzare tutto. Il cavo che si anima, la corrente si riaccende, l'uomo soffoca e rimane impiccato. Per realizzarla, Maas fece accendere la postazione di controllo dell'ascensore, poi durante il montaggio, la velocità fu impostata al contrario e infine l'uomo sembra che soffochi.
- Molte scene, tra cui quella della decapitazione e la battaglia finale con l'ascensore, furono girate all'indietro o al rallentatore, per salvaguardare la sicurezza degli attori.

## Curiosità
- Il regista Dick Maas ha composto anche le musiche del film, con l'ausilio di due sintetizzatori Roland, il Juno-6 e il Jupiter-8.
- La ditta per la quale lavora il protagonista Felix Adelaar doveva chiamarsi Delta Liften, ma per evitare problemi con una ditta già esistente il nome fu modificato poco prima dell'inizio delle riprese in Deta Liften.
- Nello stesso anno in cui uscì L'ascensore, Maas fece una sorta di autocitazione nel videoclip When the Lady Smiles dei Golden Earring, da lui stesso diretto: nella sequenza iniziale del treno, si può notare seduta la stessa bambina bionda che nel film l'ascensore tenta di assalire, finendo per danneggiarle la bambola che teneva in mano (appare anche nella locandina ufficiale dell'opera cinematografica); inoltre in una successiva scena si vede una segretaria che fugge in ascensore inseguita da Barry Hay, mentre nello stesso momento dall'ascensore di fianco esce un meccanico, impersonato dal protagonista del film, Huub Stapel, che perplesso osserva la scena.
- Nel film ci sono ben quattro personaggi di nome "Kees": il portiere diurno (Cor Witschge), il custode (Paul Gieske), il cognato (Guus Hoes) ed il portiere di notte (Kees Prins).
- Nella programmazione televisiva del film, in Italia, del giorno sabato 9 settembre 1989 alle ore 23.30 su Italia1, all'interno del programma Zio Tibia Picture Show, comparve per la prima volta, nella storia della televisione, la scritta, dopo l'interruzione pubblicitaria e a seguito del titolo del film, "film vietato ai minori di 14 anni" [1][2]

## Remake
Nel 2001 lo stesso regista Dick Maas ha realizzato un remake del film dal titolo di Down - Discesa infernale con James Marshall e Naomi Watts.

## Riconoscimenti
- Festival internazionale del film fantastico di Avoriaz 1984: Grand Prix